# ژایر پیکرنی
ژایر پیکرنی (انگلیسی: Jair Picerni؛ زادهٔ ۲۰ اکتبر ۱۹۴۴) بازیکن و مربی فوتبال اهل برزیل بود.
از باشگاه‌هایی که در آن بازی کرده‌است می‌توان به باشگاه فوتبال پالمیراس اشاره کرد.